# Palazzo del Governo (Cosenza)
Il Palazzo del Governo è un edificio del centro storico di Cosenza, sede della provincia di Cosenza. Situato in piazza XV Marzo, rappresenta uno dei più importanti esempi di architettura meridionale del XIX secolo.

## Descrizione

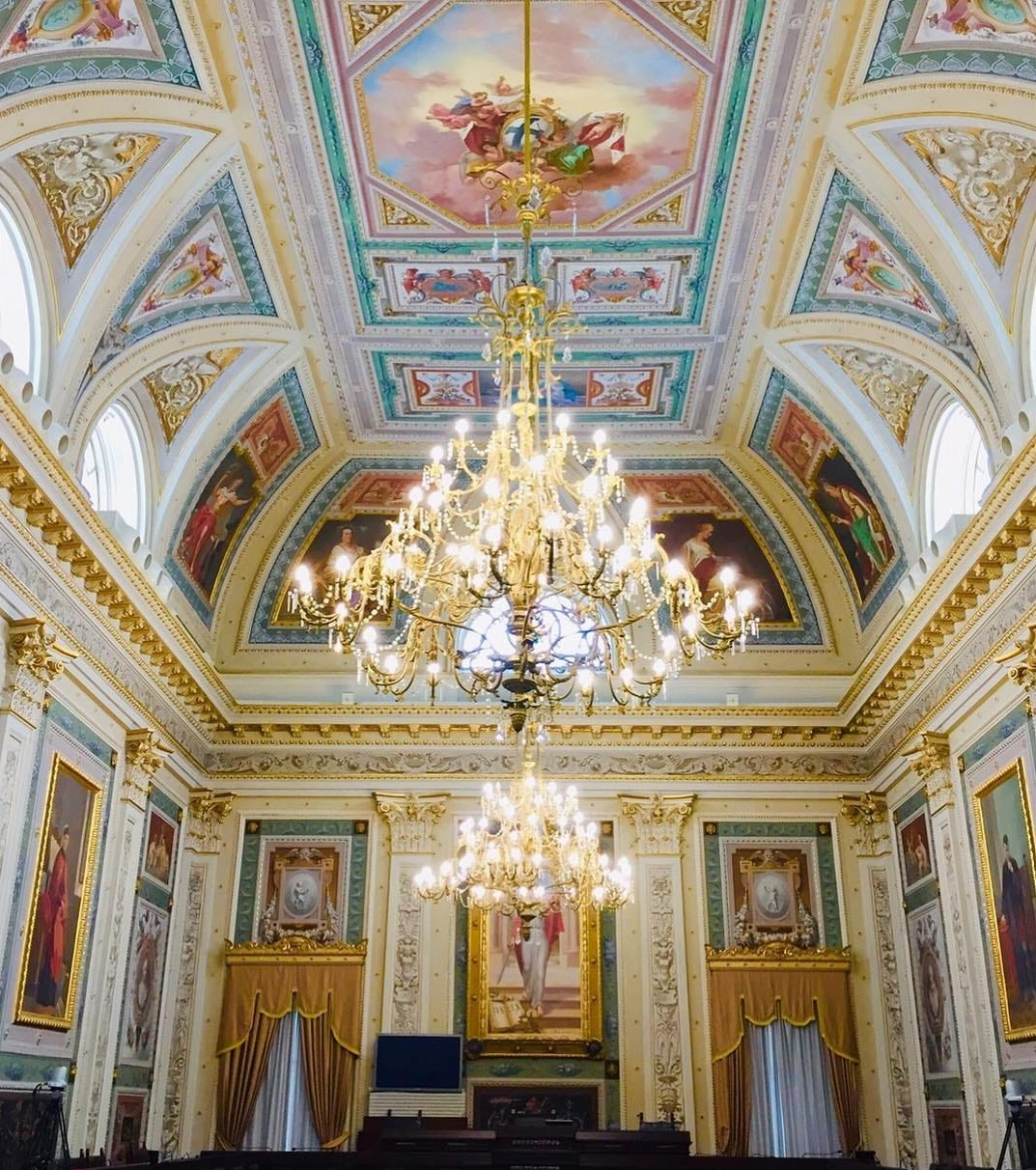
Interno Palazzo del Governo di Cosenza

È stato costruito in stile neoclassico intorno alla metà del 1800, più precisamente tra il 1844 e il 1847 sulle strutture di un monastero, quello di Santa Maria di Costantinopoli, realizzato nel 1711 per volontà dell'Arcivescovo Andrea Brancaccio a sua volta impiantato su preesistenti palazzi nobiliari risalenti al XV secolo del quale nucleo originario rimane traccia nei sotterranei del Palazzo, in particolare nei resti di tre altari.. Il fine dell'Arcivescovo fu quello di realizzare un complesso monastico femminile e un nuovo luogo di culto, una chiesa dedicata a Santa Maria di Costantinopoli in grado di venerare l'immagine della Madonna proveniente dalla chiesa di San Giovanni Gerosolomitano che era considerata miracolosa dai cosentini.
Nel 1807 il monastero venne adibito ad uso militare per l'alloggio di truppe dopo l'invasione francese e l'espropriazione dei luoghi di culto in conseguenza della soppressione degli Ordini religiosi. Tra il 1815 ed il 1820 l'ex monastero venne restaurato sotto la direzione del regio ingegnere del Corpo di Ponti e Strade di Napoli Alessandro Villacci diventando sede dell'Intendenza di Calabria Citeriore, degli uffici dell'Archivio Provinciale e alloggio dello stesso intendente.
Il Palazzo assunse l'aspetto attuale a partire dal 1840 per volontà dell'Intendente De Sangro che fu l'artefice dei lavori di ristrutturazione e ripristino e cambiò destinazione d'uso allo stabile che divenne sede della Prefettura e della Provincia. Gli interventi di ristrutturazione modificarono la struttura d originaria e segnarono l'edificazione di nuovi spazi attraverso un linguaggio architettonico di stampo classico; in particolare vennero creati due vasti cortili a quote differenti, una scala monumentale di accesso al piano nobile, una spaziosa galleria per le feste pubbliche. 
Il palazzo divenne la sede della Provincia di Cosenza, istituita con un decreto del 2 gennaio 1861.
Il prospetto centrale dell'edificio si affaccia su piazza XV marzo, è in stile neoclassico ed è diviso in due ordini la cui scansione è evidenziata dal materiale differente impiegato; il piano terra che rispecchia la tradizione del Cinquecento è rivestito da pietre a bugna, mentre il primo piano presenta una superficie intonacata. Il portale d'ingresso dell'edificio si presenta con una leggera sporgenza, ideata per contenere e sostenere l'ampia balconata del piano superiore, secondo un'impostazione che rispetta la tradizione architettonica dei palazzi nobiliari del XVI secolo.

## Interni
All'interno sono presenti pregevoli pitture e vari affreschi realizzati nella Sala Consiliare dai fratelli Enrico e Federico Andreotti giunti a Cosenza da Firenze nel 1879 per decorare le sale del palazzo in occasione dell'arrivo in città di Umberto I di Savoia  e Margherita di Savoia. La sala IV in particolare è incentrata sugli affreschi che raffigurano Dante e Machiavelli quali importanti rappresentanti dell'Italia, e Federico II di Svevia e Ruggero I d'Altavilla che segnarono momenti di grande splendore per la città ed il Mezzogiorno. Il genio della Provincia è invece simboleggiato da quattro medaglioni circondati da immagini allegoriche con i ritratti in onore di quattro personaggi cosentini che si sono contraddistinti per i risultati eccelsi raggiunti nella scienza del sapere: Bernardino Telesio per la filosofia, Antonio Serra per l'economia, Gian Vincenzo Gravina per la letteratura, Gaetano Argento per il diritto.. Lo stile decorativo richiama la tradizione del Cinquecento accostata ai temi neoclassici e lo stile romantico e naturalistico tipico dell'Ottocento. La sintesi di qualità artistica raggiunta ne fa una delle migliori rappresentazioni artistiche e architettoniche del Meridione d'Italia.
Nel cortile interno troviamo un busto di Vittorio Emanuele II.